# River Road (Carolina do Norte)
River Road é uma Região censo-designada localizada no estado norte-americano de Carolina do Norte, no Condado de Beaufort.

## Demografia
Segundo o censo norte-americano de 2000, a sua população era de 4 094 habitantes.

## Geografia
De acordo com o United States Census Bureau tem uma área de 24,7 km², dos quais 18,3 km² cobertos por terra e 6,4 km² cobertos por água.

## Localidades na vizinhança
O diagrama seguinte representa as localidades num raio de 20 km ao redor de River Road.